# De Hond (waterschap Friesland)
De Hond was een klein waterschap in de gemeente Idaarderadeel in de Nederlandse provincie Friesland.
Het waterschap werd opgericht in 1905 en bestond uit een kleine polder. Het doel was de waterhuishouding en bemaling te regelen. Door de aanleg van de weg Leeuwarden-Drachten werd het waterschap in twee delen gesplitst. Een deel kon daardoor niet meer bemalen worden. Het waterschap werd daardoor opgeheven. Een deel ging naar een particuliere polder, de rest naar De Hempensermeerpolder.
Het grondgebied van het voormalige waterschap maakt sinds 2004 deel uit van het Wetterskip Fryslân.